# Kendall River
Der Kendall River ist ein 31 km langer linker Nebenfluss des Coppermine River im kanadischen Territorium Nunavut.
Der Kendall River entwässert das langgestreckte Seensystem der drei Dismal Lakes. Er fließt vom östlichen der Dismal Lakes in südsüdöstlicher Richtung  zum Coppermine River. Der Fluss weist am Pegel nahe seinem Abfluss aus den Dismal Lakes einen mittleren Abfluss von 15 m³/s auf. 